# Mattias Skjelmose
Mattias Skjelmose Jensen (Kopenhagen, 26 september 2000) is een Deens wielrenner die anno 2025 rijdt voor Lidl-Trek.
Op 26 mei 2018 testte hij tijdens de Tour du Pays de Vaud positief op methylhexanamine. De UCI nam aan dat het niet om intentioneel valsspelen ging en schorste hem voor tien maanden.

## Overwinningen
2022
Jongerenklassement Ronde van de Provence
Punten- en bergklassement Ronde van de Ain
4e etappe (ITT) Ronde van Luxemburg
Eind- en Jongerenklassement Ronde van Luxemburg
2023
4e etappe Ster van Bessèges
Jongerenklassement Ster van Bessèges
2e etappe Ronde van de Alpes-Maritimes en de Var
Puntenklassement Ronde van de Alpes-Maritimes en de Var
3e etappe Ronde van Zwitserland
Eind- en jongerenklassement Ronde van Zwitserland
 Deens kampioen op de weg, elite
3e etappe Ronde van Denemarken
Maryland Cycling Classic
2024
6e etappe Parijs-Nice
Jongerenklassement Ronde van Zwitserland
 Deens kampioen tijdrijden, elite
 Jongerenklassement Ronde van Spanje
2025
Amstel Gold Race
Andorra MoraBanc Clàssica

## Resultaten in voornaamste wedstrijden
| Jaar | Ronde van Italië | Ronde van Frankrijk | Ronde van Spanje |
| ---- | ---------------- | ------------------- | ---------------- |
| 2022 | 40e              |                     |                  |
| 2023 |                  | 29e                 |                  |
| 2024 |                  |                     | 5e               |
| 2025 |                  | opgave              |                  |

| Jaar | Amstel Gold Race | Luik-Bast.‑Luik | Ronde van Lombardije | Waalse Pijl | Clásica San Sebastián |  | WK op de weg |  | Wereldranglijsten |
| ---- | ---------------- | --------------- | -------------------- | ----------- | --------------------- |  | ------------ |  | ----------------- |
| 2022 |                  | 65e             | opgave               | 18e         | 8e                    |  | 10e          |  | 51e (UWR)         |
| 2023 | 8e               | 9e              |                      | ↑           |                       |  | 14e          |  | 13e (UWR)         |
| 2024 | 17e              | 28e             |                      | opgave      |                       |  | opgave       |  | 18e (UWR)         |
| 2025 | ↑                | 39e             |                      | opgave      |                       |  |              |  |                   |

#### Resultaten in kleinere rittenkoersen
| Jaar | UAE Tour | Parijs-Nice | Ronde van Catalonië | Ronde van het Baskenland | Ronde van Romandië | Ronde van Zwitserland | Critérium du Dauphiné |
| ---- | -------- | ----------- | ------------------- | ------------------------ | ------------------ | --------------------- | --------------------- |
| 2021 | 6e       |             | 83e                 |                          | 15e                |                       | 21e                   |
| 2022 |          |             | 16e                 |                          |                    |                       |                       |
| 2023 |          | opgave      |                     | 17e                      |                    | ↑ (1)                 |                       |
| 2024 |          | 4e (1)      |                     | ↑                        |                    | ↑                     |                       |
| 2025 |          | opgave      |                     | 5e                       |                    |                       |                       |

## Ploegen
- 2020 –  Leopard Pro Cycling (t.m. 31 juli)
- 2020 –  Trek-Segafredo (v.a. 1 augustus)
- 2021 –  Trek-Segafredo
- 2022 –  Trek-Segafredo
- 2023 –  Trek-Segafredo
- 2024 –  Lidl-Trek
- 2025 –  Lidl-Trek

Bernard · Brambilla · Ciccone · Clarke · Conci · De Kort · Eg · Elissonde · Kamp · Kirsch · Liepiņš · López · Mollema · Mosca · Moschetti · Mullen · A. Nibali · V. Nibali · Pedersen  · Porte · Quarterman · Reijnen · Ries · Simmons · Skujiņš · Stuyven · Theuns · Weening (vanaf 5 juni) · Fancellu (stagiair) · Skjelmose Jensen (stagiair) · Tiberi (stagiair)
Bernard · Brambilla · Ciccone · Conci · Eg · Egholm · Elissonde · Gebreigzabhier · Kamp · Kirsch · De Kort  · Liepiņš · López · Mollema · Mosca · Moschetti · Mullen · A. Nibali · V. Nibali · Pedersen · Quarterman · Reijnen · Ries · Simmons · Skjelmose Jensen · Skujiņš · Stuyven · Theuns · Tiberi · Baroncini (stagiair) · Hellemose (stagiair) · Hoole (stagiair)
Aberasturi · Baroncini · Bernard · Brambilla · Brustenga · Cataldo · Ciccone · Egholm · Elissonde · Gallopin · Gebreigzabhier· Hellemose · Hoelgaard · Hoole · Kamp · Kirsch · Liepiņš · López · Mollema · Mosca · Moschetti · Pedersen · Pellaud · Simmons · Skjelmose Jensen · Skujiņš · Stuyven · Theuns · Tiberi · Tolhoek · Vergaerde · Nys (stagiair) · Vacek (stagiair)
Aberasturi · Baroncini · Bernard · Brustenga · Cataldo · Ciccone · Elissonde · Gallopin · Gebreigzabhier · Hellemose · Hoelgaard · Hoole · Kirsch · Liepiņš · López · Mollema · Mosca · Nys · Mad.Pedersen · Simmons · Skjelmose · Skujiņš · Stuyven · Tesfatsion · Theuns · Tiberi (tot 28/4) · Tolhoek · Vacek · Vergaerde · Aebersold (stagiair) · Mar.Pedersen (stagiair) · Teutenberg (stagiair)
Bagioli · Bernard · Cataldo · Ciccone · Consonni · Declercq · Felline · Geoghegan Hart · Ghebreigzabhier · Gibbons · Hoole · Kirsch · Konrad · López · Milan · Mollema · Mosca · Nys · Oomen · Pedersen · Simmons · Skjelmose · Skujiņš · Stuyven · Tesfatsion · Theuns · Vacek · Vergaerde · Verona · Ronhaar (stagiair)